# Mark Goresky
Mark Goresky (* 27. Dezember 1950 in Regina, Saskatchewan) ist ein kanadischer Mathematiker, der sich mit algebraischer Geometrie, Darstellungstheorie und Informatik beschäftigt.

## Leben
Goresky studierte an der University of British Columbia in Vancouver (Bachelor 1971) und an der Brown University, wo er 1976 bei Robert MacPherson promoviert wurde (Geometric Cohomology and Homology of Stratified Objects). Dabei war er 1975 am IHES bei Paris. Danach war er von 1976 bis 1978 Moore-Instructor am MIT, 1978 bis 1981 Assistenzprofessor an der University of British Columbia und ab 1981 an der Northeastern University, wo er Professor sowohl in Mathematik als auch für Informatik wurde. Seit 1995 ist er in Princeton am Institute for Advanced Study.
Bekannt ist er für seine Entwicklung der Schnitthomologie (Intersection Homology) mit seinem Lehrer Robert MacPherson, einer Kohomologie- und Homologietheorie für singuläre Räume. Er beschäftigte sich auch mit Kryptographie (unter anderem mit Zufallszahlengeneratoren mit Schieberegistern).
1980 war er Sloan Research Fellow. 1984 erhielt er den Coxeter-James-Preis und 1986 den Jeffery-Williams-Preis der kanadischen mathematischen Gesellschaft. Er ist Mitglied der Royal Society of Canada. 2002 erhielt er mit MacPherson den Leroy P. Steele Prize und 2011
mit Jayce Getz den Ferran-Sunyer-i-Balaguer-Preis. Er ist Fellow der American Mathematical Society.

## Schriften
- Goresky, MacPherson: Stratified Morse Theory. Springer Ergebnisse der Mathematik 1988
- mit Jayce Getz: Hilbert Modular Forms with Coefficients in Intersection Homology and Quadratic Base Change, Birkhäuser 2012